# Christian Jakob Kraus

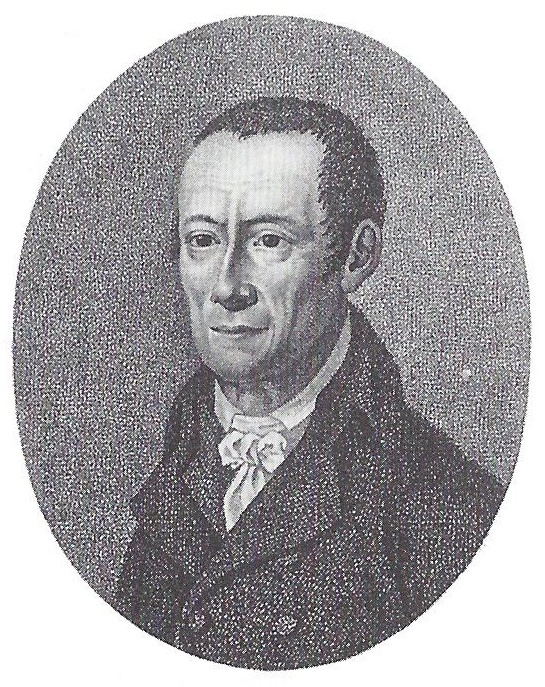
Christian Jakob Kraus.

Christian Jakob Kraus (* 27. Juli 1753 in Osterode (Ostpreußen); † 25. August 1807 in
Königsberg i. Pr.) war ein deutscher Philosoph und Kameralwissenschaftler in der ausgehenden Aufklärungszeit.

## Leben
Kraus’ Eltern waren Johann Kraus (1712–1777), Chirurg und Ratsherr in Osterode, und seine Frau Catharina geb. Buchholz († 1771), eine Tochter des Bürgermeisters. Als er seine pietistischen Eltern verloren hatte, ging Kraus im Herbst 1770 nach Königsberg, wo ein Onkel mütterlicherseits (Buchholz) Pfarrer war. Am 13. April 1771 immatrikulierte er sich an der Albertus-Universität Königsberg für Evangelische Theologie. 1773 wechselte er an die juristische Fakultät. Einen Teil seines Lebensunterhaltes verdiente er sich als Hauslehrer. Von Anfang an hörte er Vorlesungen bei Immanuel Kant, der ihn 1772 in sein Disputatorium aufnahm und bei den Schlippenbach (1773) und den Keyserlingk (1777) einführte. Dort befreundete er sich mit Hans Jakob von Auerswald und Johann Georg Hamann, Kants geistesgeschichtlichem Antipoden. Ab 1774 besuchte Kraus nicht mehr Kants Vorlesungen. Im Selbststudium wandte er sich der englischen Sprache und der Mathematik zu.
1779 ging er mit einem adeligen Studenten an die Georg-August-Universität Göttingen, wo er Christian Gottlob Heyne, August Ludwig von Schlözer und Johann Georg Heinrich Feder hörte. Als er einen Ruf nach Königsberg erhielt, promovierte er im Herbst 1780 an der Friedrichs-Universität Halle zum Doktor der Philosophie. Daraufhin ernannte ihn die Universität Königsberg zum o. Professor der Praktischen Philosophie und der Kameralwissenschaft. Seine Antrittsrede hielt er Ostern 1781 über Nolens volens. Von Kant und seiner legendären Tischgesellschaft zog er sich zurück. 1792 war er Rektor der Universität Königsberg. Er war zeitweise Mitglied der Freimaurerloge Zu den drei Kronen.
In Rezensionen wandte er sich gegen Christoph Meiners’ Grundriß der Geschichte der Weltweisheit (1786) und gegen Johann August Heinrich Ulrichs Eleutheriologie. Ein ausführliches Werk über die Zigeuner blieb unvollendet.  Ueber den Pantheismus (1787) ließ Kraus nicht drucken.  Historische Bedeutung erlangte er durch die Verbreitung der Lehren von Adam Smith. „Indem sich Kraus in seinem Wirken von dieser Bewunderung für Smith leiten ließ, gebührt ihm tatsächlich der Ruhm, speziell in Preußen als erster das Totschweigen des ‚Reichtums der Nationen‘ durchbrochen zu haben. Er ist wahrscheinlich derjenige deutsche Smith-Anhänger mit der größten gesellschaftlichen Wirksamkeit gewesen.“ Als Lehrer einer ganzen Generation von Beamten im Königreich Preußen hatte er großen Einfluss auf die späteren preußischen Reformen. Er starb mit 54 Jahren.

## Werke
- Der geistliche Abentheurer Freiherr v. Mortezinni, 1784.[5]
- Staatswirtschaft, hrsg. v. H. v. Auerswald, 5 Bde. Königsberg 1808–1811. (Digitalisate in der Digitalen Bibliothek Mecklenburg-Vorpommern)
- Vermischte Schriften, hrsg. v. H. v. Auerswald, 7 Bde. Königsberg 1808–1813.